# Craig Beach (Ohio)
Craig Beach es una villa ubicada en el condado de Mahoning en el estado estadounidense de Ohio. En el Censo de 2010 tenía una población de 1180 habitantes y una densidad poblacional de 290,38 personas por km².

## Geografía
Craig Beach se encuentra ubicada en las coordenadas 41°6′56″N 80°58′56″O / 41.11556, -80.98222. Según la Oficina del Censo de los Estados Unidos, Craig Beach tiene una superficie total de 4.06 km², de la cual 2.03 km² corresponden a tierra firme y (50.03%) 2.03 km² es agua.

## Demografía
Según el censo de 2010, había 1180 personas residiendo en Craig Beach. La densidad de población era de 290,38 hab./km². De los 1180 habitantes, Craig Beach estaba compuesto por el 95.59% blancos, el 0.17% eran afroamericanos, el 0.51% eran amerindios, el 0.42% eran asiáticos, el 0% eran isleños del Pacífico, el 0.51% eran de otras razas y el 2.8% pertenecían a dos o más razas. Del total de la población el 2.12% eran hispanos o latinos de cualquier raza.